# 海茨角 (加利福尼亞州)
海茨科納（英語：Hights Corner）是位於美國加利福尼亞州克恩縣的一個非建制地區。該地的面積和人口皆未知。

## 地理
海茨科納的座標為35°26′36″N 119°12′08″W / 35.44333°N 119.20222°W，而該地的平均海拔高度為105米（即344英尺）。